# Canton d'Arlanc
Le canton d'Arlanc est une ancienne division administrative française située dans le département du Puy-de-Dôme et la région Auvergne.

## Géographie
Ce canton est organisé autour d'Arlanc dans l'arrondissement d'Ambert. Son altitude varie de 547 m (Arlanc) à 1 121 m (Doranges) pour une altitude moyenne de 718 m.

## Histoire
Le redécoupage des arrondissements intervenu en 1926 n'a pas affecté le canton d'Arlanc.
La canton d'Arlanc est supprimé à la suite du redécoupage des cantons du Puy-de-Dôme, appliqué le 25 février 2014 par décret : les neuf communes du canton intègrent le canton d'Ambert.

## Représentation

### Conseillers généraux de 1833 à 2015
| Période | Période      | Identité                              | Étiquette               | Qualité                                                                                                   |
| ------- | ------------ | ------------------------------------- | ----------------------- | --- |
| 1833    | 1852 (décès) | Jacques Chassaigne                    | Droite                  | Avocat, notaire, maire d'Arlanc                                                                           |
| 1852    | 1878         | Claude Chassaigne (fils du précédent) | Droite                  | Notaire, maire d'Arlanc                                                                                   |
| 1878    | 1883         | Jean Félix Vachier (1829-1899)        | Républicain             | Avocat à Ambert puis notaire à Arlanc Officier de l'Instruction publique                                  |
| 1883    | 1889         | Claude Chassaigne                     | Droite                  | Avocat |
| 1889    | 1895         | Saturnin Allard                       | Républicain             | Propriétaire - Maire d'Arlanc                                                                             |
| 1895    | 1930 (décès) | Pierre-Jean Sabaterie                 | Rad.                    | Médecin Député (1902-1909) - Sénateur (1909-1930) Maire d'Arlanc Président du Conseil général (1899-1902) |
| 1930    | 1934 (décès) | Henri Grangier                        | RG                      | Propriétaire à Mayres                                                                                     |
| 1934    | 1940         | Antoine Mavel                         | Rad.                    | Instituteur honoraire Maire d'Arlanc                                                                      |
|         |              |                                       |                         | |
| 1942    | 1945         | Antoine Savinel                       | Républicain             | Conseiller d'arrondissement, maire de Novacelles Nommé conseiller départemental en 1942                   |
|         |              |                                       |                         | |
| 1945    | 1970         | Jean Vellay                           | Rad.-RGR puis Centriste | Quincaillier Maire d'Arlanc                                                                               |
| 1970    | 1988         | Joannès Roiron                        | SFIO puis PS            | Commerçant Maire d'Arlanc, député suppléant de Maurice Adevah-Pœuf (1981-1986)                            |
| 1988    | 1994 (décès) | Régis Vannson                         | UDF                     | Entrepreneur à Arlanc                                                                                     |
| 1994    | 2001         | Baptiste Souche                       | PS                      | Technicien Maire d'Arlanc (2001-2008)                                                                     |
| 2001    | 2015         | Jean-Claude Daurat                    | PS                      | Professeur des écoles Maire de Dore-l'Église                                                              |

### Conseillers d'arrondissement (de 1833 à 1940)
| Période                                  | Période      | Identité                              | Étiquette             | Qualité |
| ---------------------------------------- | ------------ | ------------------------------------- | --------------------- | --- |
| 1833                                     | 1852         | Jean Vachier-Degris                   |                       | Négociant à Arlanc                                                                                          |
| 1852                                     | 1867         | Jean Joseph Douvreleur de La Barbatte |                       | Médecin, maire de Mayres                                                                                    |
| 1867                                     | 1871         | Adrien Bravard-Lavernière             |                       | Juge de paix à Arlanc                                                                                       |
| 1871                                     | 1896 (décès) | Jean Brossard                         |                       | Expert, maire de Dore-l'Église                                                                              |
| 1896                                     | 1910         | Michel Chapelle                       | Radical               | Maire de Saint-Alyre-d'Arlanc                                                                               |
| 1910                                     | 1937 (décès) | Jean Grenier-Maltrait                 | Radical puis Rad.ind. | Maire de Beurières                                                                                          |
| 21 février 1937                          | 1940         | Antoine Savinel                       | Républicain           | Maire de Novacelles                                                                                         |
| 1940                                     |              |                                       |                       | Les conseils d'arrondissement ont été suspendus par la loi du 12 octobre 1940 et n'ont jamais été réactivés |
| Les données manquantes sont à compléter. |              |                                       |                       | |

## Composition
Le canton d'Arlanc groupait 9 communes et comptait 3 830 habitants en 2012 (population municipale).
| Nom                    | Code Insee | Intercommunalité          | Population (dernière pop. légale) |
| ---------------------- | ---------- | ------------------------- | --------------------------------- |
| Arlanc (chef-lieu)     | 63010      | CC Ambert Livradois Forez | 1 917 (2014)                      |
| Beurières              | 63039      | CC Ambert Livradois Forez | 309 (2014)                        |
| Chaumont-le-Bourg      | 63105      | CC Ambert Livradois Forez | 237 (2014)                        |
| Doranges               | 63137      | CC Ambert Livradois Forez | 154 (2014)                        |
| Dore-l'Église          | 63139      | CC Ambert Livradois Forez | 628 (2014)                        |
| Mayres                 | 63218      | CC Ambert Livradois Forez | 184 (2014)                        |
| Novacelles             | 63256      | CC Ambert Livradois Forez | 138 (2014)                        |
| Saint-Alyre-d'Arlanc   | 63312      | CC Ambert Livradois Forez | 168 (2014)                        |
| Saint-Sauveur-la-Sagne | 63398      | CC Ambert Livradois Forez | 101 (2014)                        |

## Démographie
| 1962  | 1968  | 1975  | 1982  | 1990  | 1999  | 2006  | 2011  | 2012  |
| ----- | ----- | ----- | ----- | ----- | ----- | ----- | ----- | ----- |
| 5 459 | 5 074 | 4 715 | 4 349 | 4 169 | 4 020 | 3 825 | 3 838 | 3 830 |